# Jean-Philippe Grandclaude
Jean-Philippe Grandclaude (Frejús, 4 d'agost de 1982) és un jugador de rugby a XV francès. Ha jugat en la selecció nacional, i la seva posició és la de centre en el si de l'USAP (1,83 m d' alçada i 100 kg).

## Carrera

### En club
- 1990-2000 : CARF
- 2001-2003 : TENS Béziers
- 2003-2004 : USOS Colomiers
- des de 2004 : USAP

Ha disputat 21 partits en competicions europees, dels quals 15 de copa d'Europa amb els equips de Besiers i Perpinyà, i 6 en competició europea amb els de Besiers i Colomiers.

### En equip nacional
Debutà internacionalment amb la selecció nacional en partit contra Anglaterra, el 13 de febrer del 2005.
A més del torneig de les sis nacions del 2005, participà en els partits de juny de 2007 contra l'equip de Nova Zelanda, en un moment en què els jugadors internacionals de l'Stade Toulousain, de l'ASM Clermont Auvergne, del Biarritz Olimpique i de l'Stade Français estaven retinguts pels seus clubs respectius mentre jugaven les semifinals del Top 14 2006-07.

## Palmarès
(a dia al 02.06.07)
- 3 participacions en la selecció nacional francesa: 2 el 2005 i una el 2007
- Torneig de les sis nacions: 2005 (Angleterra, Gal·les)
- Selecció francesa sub 21: participació en el campionat del món 2002 a Sud-àfrica
- Selecció francesa sub 19: subcampió del món 1999 a Xile, amb Nova Zelanda triomfadora